# Каринское княжество
Ка́ринское кня́жество (тат. Нократ йер) — небольшое феодальное владение при впадении реки Чепцы в Вятку, существовавшее в составе сначала Вятской республики, затем Вятской земли. Было создано в 1462 году в качестве поместья беглого князя Кара-бека с целью ослабления вятчан.

## История
Первое упоминание в летописях о вятских арских (то есть, вероятно, владеющих удмуртами, арами, племенем ару) или (позднее) каринских (по названию центра владений с. Карино) князьях как представителях правящей элиты Вятской земли относится к 1489, когда войска Ивана III, захватив Вятку, в очередной раз принудили вятчан признать власть великого князя.

### Возникновение
Родоначальником династии каринских князей стал князь Кара-бек. Он был выходцем из улуса Нукус Большой орды, откуда, согласно легенде, сбежал в Московское княжество из-за разногласий со своими братьями. В этот же период, в 1459 году, Москва со второй попытки заставляет Вятскую республику присягнуть себе на верность. С целью ослабить власть вятских воевод примерно в 1462 году князь Иван III дарует Кара-беку поместье недалеко от устья реки Чепцы.
Центром поместья стало основанное там новое селение по указу русских с названием «Нукрат», в татарском языке позднее начало означать как Вятское. Удмурты стали называть его Карагурт. От удмуртского же и образовалось современное русское название Карино.

### После вхождения в состав Русского государства
В начале XVI века каринские князья получили от Ивана III всю «Чепцу от истоков её до устья». С приходом в Нухрат арских князей и с переселением ими крестьян-земледельцев (булгар и четырёх родов южных удмуртов) редкие аборигены р. Чепцы были выдавлены. Северные удмурты ушли по р. Чепца вверх, а зюздинская пермца освоила верховья Камы. На пустые угодья Чепцы князья зазывали народ. К ним нанимались половники — удмурты, бесермяне, русские, марийцы — «ясачная чуваша» и в Нухрате закипела жизнь.
Потомки Кара-бека, в зависимости которых находилось североудмуртское население, сохраняли свои права до 1588, когда в результате проведённой реформы северные удмурты были освобождены от зависимости каринских князей. Взаимоотношения арских князей и удмуртов отнюдь не были мирными и дружественными. Даже после 1588 они продолжали эксплуатировать удмуртских крестьян, опираясь на представителей воеводской власти и захватывая любыми способами руководящие позиции в удмуртских общинах (долях). В XVII в. земельные захваты на территории удмуртских долей вызвали упорный протест удмуртов, в результате чего на Вятке прошли два правительственных сыска, отчасти сокративших татарское землевладение. Однако даже после генерального межевания каринским татарам удалось закрепить за собой часть захваченных удмуртских земель.
В Казани, в Институте им. Марджани (д.и.н. Дамир Исхаков), изучая и сопоставляя шеджере каринских татар и другие данные, построили генеалогическое древо арских князей. Дамир Исхаков пришёл к выводу, что предок князей Нухрата Кара-бек — это кипчак, эмир ногайцев. А далее, академик Р. Салихов показал, что Бачман-султан, знаменитый предок Кара-бека, сам был родом из сельджукских султанов, что правили в г. Карин (Эрзерум). Именно в честь этого города и получило название с. Карино. А их нынешние вятские потомки — это Арслановы, Бузиковы, Деветьяровы, Долгоаршинных, Дюняшевы, Зянчурины, Касимовы и Ситяковы, а также ушедшие из Нухрата Байкеевы, Хиляловы, Хузясеитовы и Яушевы. В вятских потомках князя Кара-бека, в сыновьях крестьян Нухрата, течёт голубая кровь ханов и царей, эмиров и султанов — прежних могущественных владык государств Степи.
Однако, хотя Кара-бек от Ивана III права на угодья и получил, но без работников. Такой опытный политик как Иван III, чтобы усилить своё пограничье и ослабить Казанское ханство, посоветовал Кара-беку звать людей из «зарубежья». То есть из Ханства — больше такового не было. Что усердно делал и Кара-бек, и его потомки — от князя Девлетьяра до неожиданно прибывшего в Нухрат Сейтяк-бека, бывшего караучы бека — одного из четырёх главных князей Казанского ханства, главы клана Кыпчак. Кара-бек на свободные земли бассейна Чепцы привел своих бесермян (потомков булгар), а после в Нухрат шли крестьяне с Нижней Вятки из южноудмуртских родов Чола, Сюра, Чабья и Дурга. Нухрат опоясали удмуртские деревни — Омсино, Сизево, Паскино, Светозарево, Той-дой.

### Упразднение
Жизнь в Нукрате кипела до 1588 года, до указов царя Фёдора и последующих правителей, когда правительство арских князей стали ущемлять, вплоть до полного их ограбления и лишения княжеского достоинства. Они стали черносошными крестьянами. Но земли не хватало, и множество бывших князей и связанных с ними бесермян эмигрировали в верховья Чепцы, в Закамье и др. места.